# دومانگوو (استان سلیزیا سفلی)
دومانگوو (به لهستانی:  Domaniów) یک روستا در لهستان است که در گمینا دومانگوو واقع شده‌است. دومانگوو ۱۴۰ متر بالاتر از سطح دریا واقع شده‌است.